# Max von Thun

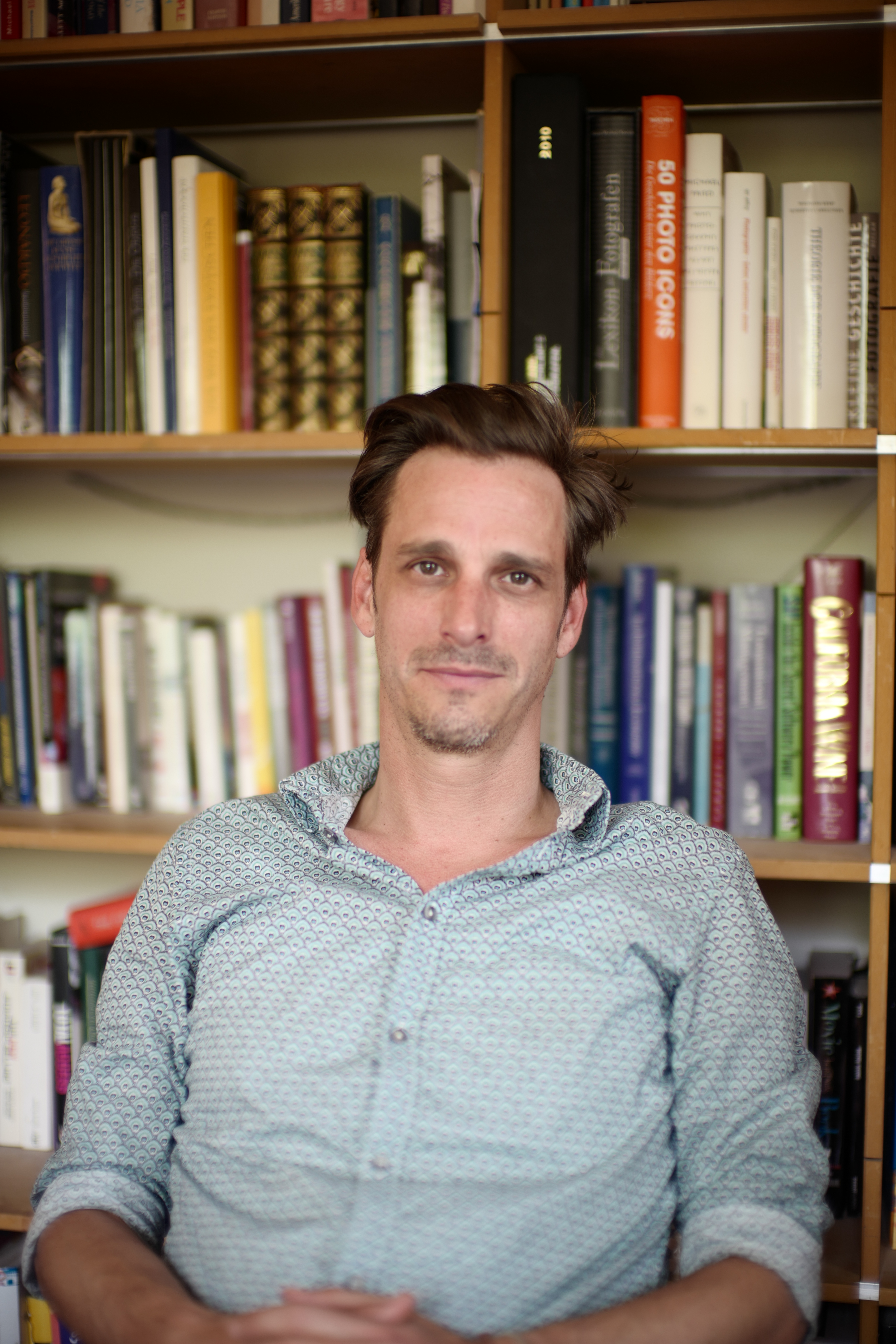
Max von Thun (2018)

Max von Thun (* 21. Februar 1977 in München; eigentlich Maximilian Romedio Johann-Ernst Thun-Hohenstein) ist ein deutsch-österreichischer Schauspieler, Fernsehmoderator und Schriftsteller.

## Leben
Max von Thun ist der Sohn des österreichischen Schauspielers Friedrich von Thun (eigentlich Thun-Hohenstein; * 1942) und dessen erster Ehefrau Gabriele „Yella“ (geborene Bleyler; * 1941 in Fürstenfeld; † 2023 in München). Seine Schwester ist die Filmproduzentin Gioia von Thun (eigentlich Katharina Thun-Hohenstein).
Max von Thun sollte Jurymitglied bei der 6. Staffel der RTL-Castingshow Deutschland sucht den Superstar sein. Doch bereits nach dem ersten Casting stieg er nach einer Meinungsverschiedenheit mit Dieter Bohlen aus und wurde durch den Musikmanager Volker Neumüller ersetzt. Außerdem moderierte von Thun die Musiksendungen Clubmax und MTV Kitchen beim Sender MTV.
Der Schauspieler ist auch Sänger und Gitarrist der Band 77 (nach anderer Quelle Von Thun & 77), die am 1. Juni 2007 ihr erstes Album mit dem nicht ganz ernst gemeinten Titel Greatest Hits, Vol. 1 bei Sony BMG veröffentlichte. Der Bandname ist die Kurzform seines Geburtsjahres.
Zusammen mit Marta Balmaseda als Illustratorin hat Max von Thun 2018 das Kinderbuch Der Sternenmann verfasst. Im September 2019 erschien sein zweites Kinderbuch Kleiner Tiger, müder Krieger ebenfalls bei ArsEdition und das Hörbuch zum Sternenmann zusammen mit den Schlafliedern, die er für seinen Sohn komponierte. Es folgten weitere Bücher: Der Sternenmann und die furchtlose Prinzessin Luna, Der Bauernhof geht schlafen, und die beiden Romane, die er mit seinem Sohn zusammen geschrieben und als Hörspiel vertont hat: Der Sternenmann und das große Abenteuer und Der Sternenmann und der magische Wasserkristall.
Mittlerweile haben sich seine Bücher auch im Ausland verkauft. Neben Koreanisch und Taiwanisch ist Der Sternenmann auf Italienisch, Spanisch und Rumänisch erschienen. Seit 2021 gibt es auch eine Tonie-Figur, die sich im ersten Jahr fast 70.000-mal verkauft hat.

## Filmografie

### Fernsehen
- 1997: Lamorte
- 1999: Mit fünfzig küssen Männer anders
- 1999: Frische Ware
- 2000–2003: Bei aller Liebe
- 2002: Andreas Hofer – Die Freiheit des Adlers
- 2003: Die Stimmen
- 2003: Mädchen Nr. 1
- 2003: SOKO Kitzbühel – Farben des Todes
- 2004–2006: Zwei am großen See
- 2004: Untreu
- 2005: Damals warst Du still
- 2005: SOKO Leipzig – Vaterliebe
- 2006: Kronprinz Rudolf
- 2006: Das Glück klopft an die Tür
- 2007: Die Flucht
- 2007: Der geheimnisvolle Schatz von Troja
- 2007: Das Vermächtnis der heiligen Lanze (La lance de la destinée, Miniserie)
- 2008: Stürmische Zeiten
- 2008: Das Papst-Attentat
- 2008: Remarque – Sein Weg zum Ruhm
- 2008: Pizza und Marmelade
- 2009: Böses Erwachen
- 2009: Faktor 8 – Der Tag ist gekommen
- 2009: Ein Sommer in Long Island
- 2009: Geliebter Johann Geliebte Anna
- 2009: Engel sucht Liebe
- 2010: Seine Mutter und ich
- 2010: Countdown – Die Jagd beginnt
- 2010: Trau’ niemals deinem Chef
- 2010: Tatort – Die Unmöglichkeit, sich den Tod vorzustellen
- 2010: Der Meisterdieb
- 2011: Tatort: Lohn der Arbeit
- 2011: Buschpiloten küsst man nicht
- 2011: Die Mongolettes – Wir wollen rocken!
- 2013: Ein weites Herz – Schicksalsjahre einer deutschen Familie
- 2013: Der Tote im Watt
- 2013: Anna Karenina (Miniserie, zwei Folgen)
- 2014: Sternstunde ihres Lebens
- 2014: Die Fischerin
- 2014: Die Fremde und das Dorf
- 2015: Eine wie diese
- 2015: Die Udo-Honig-Story
- 2016: Ein Geheimnis im Dorf – Schwester und Bruder
- 2016: Was im Leben zählt
- 2017: Für Emma und ewig
- 2017: Treibjagd im Dorf
- 2019: Song für Mia
- 2019: Und tot bist Du! – Ein Schwarzwaldkrimi (Zweiteiler)
- 2019: Donna Leon – Ewige Jugend
- 2019: Schattenmoor
- 2020: Der Alte – Chancenlos
- 2020: Heldt – Die Zuflucht
- 2020: Die Chefin – Kaltblütig
- 2021: Waldgericht – Ein Schwarzwaldkrimi – Die schwarze Frau
- 2021: Waldgericht – Ein Schwarzwaldkrimi – Die Verwandlung
- 2023: Neue Geschichten vom Pumuckl
- 2024: Schneekind – Ein Schwarzwaldkrimi (Zweiteiler)
- 2024: Der Alte – Der Weg in die Freiheit

### Kino
- 2001: Alles wegen Paul
- 2001: 100 Pro
- 2004: Samba in Mettmann
- 2004: Mädchen, Mädchen 2 – Loft oder Liebe
- 2008: Drug Fiction (Kurzfilm)
- 2011: In der Welt habt ihr Angst
- 2011: Rubbeldiekatz
- 2011: Sommer der Gaukler
- 2012: Wer’s glaubt wird selig
- 2014: Einmal Hans mit scharfer Soße
- 2015: Traumfrauen
- 2016: Gut zu Vögeln
- 2019: Immenhof – Das Abenteuer eines Sommers
- 2019: Benjamin Blümchen
- 2019: Unheimlich perfekte Freunde
- 2022: Immenhof – Das große Versprechen
- 2022: Wer gräbt den Bestatter ein?

## Hörbücher
- 2007: Harold & Maude von Colin Higgins, Patmos audio, 3 CDs, ISBN 978-3-491-91239-7. (Ausgezeichnet mit dem Prädikat „Grandios“ vom Magazin HörBücher.)
- 2019: Der Sternenmann – Lieder und Hörspiel zur guten Nacht von Max von Thun, Sauerländer audio, 1 CD, ISBN 978-3-8398-4958-3.
- 2020: Der Sternenmann und das große Abenteuer von Max von Thun und Romedio von Stein, Sauerländer audio, 2 CDs, ISBN 978-3-8398-4983-5.
- 2022: Der Sternenmann und der magische Wasserkristall von Max von Thun und Romedio von Stein, Max von Thun Verlag, 3 CDs
- 2022: Der Sternenmann und die furchtlose Prinzessin Luna von Max von Thun, Max von Thun Verlag

## Bücher

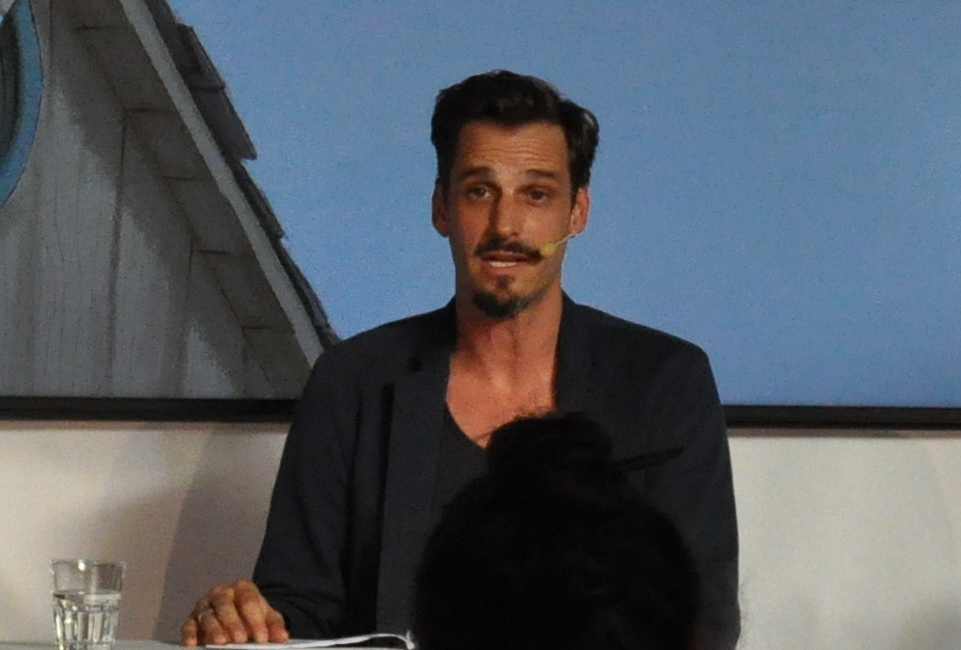
Lesung des Sternenmanns auf der Frankfurter Buchmesse 2018

- 2018: Der Sternenmann mit Illustrationen von Marta Balmaseda, arsEdition, ISBN 978-3-8458-2524-3.
- 2019: Kleiner Tiger, müder Krieger, mit Illustrationen von Marta Balmaseda, arsEdition
- 2019: Der Sternenmann und die furchtlose Prinzessin Luna, mit Illustrationen von Marta Balmaseda, arsEdition
- 2020: Der Sternenmann und das große Abenteuer, Kinder-Roman von Max von Thun und Romedio von Stein, arsEdition
- 2021: Der Bauernhof geht schlafen, mit Illustrationen von Marta Balmaseda, arsEdition
- 2022: Der Sternenmann und der magische Wasserkristall, Kinder-Roman von Max von Thun und Romedio von Stein, arsEdition

## Auszeichnungen
- 2005: Publikumspreis der Goldenen Romy in der Kategorie „beliebtester männlicher Shootingstar“.